# Léonard Baldner

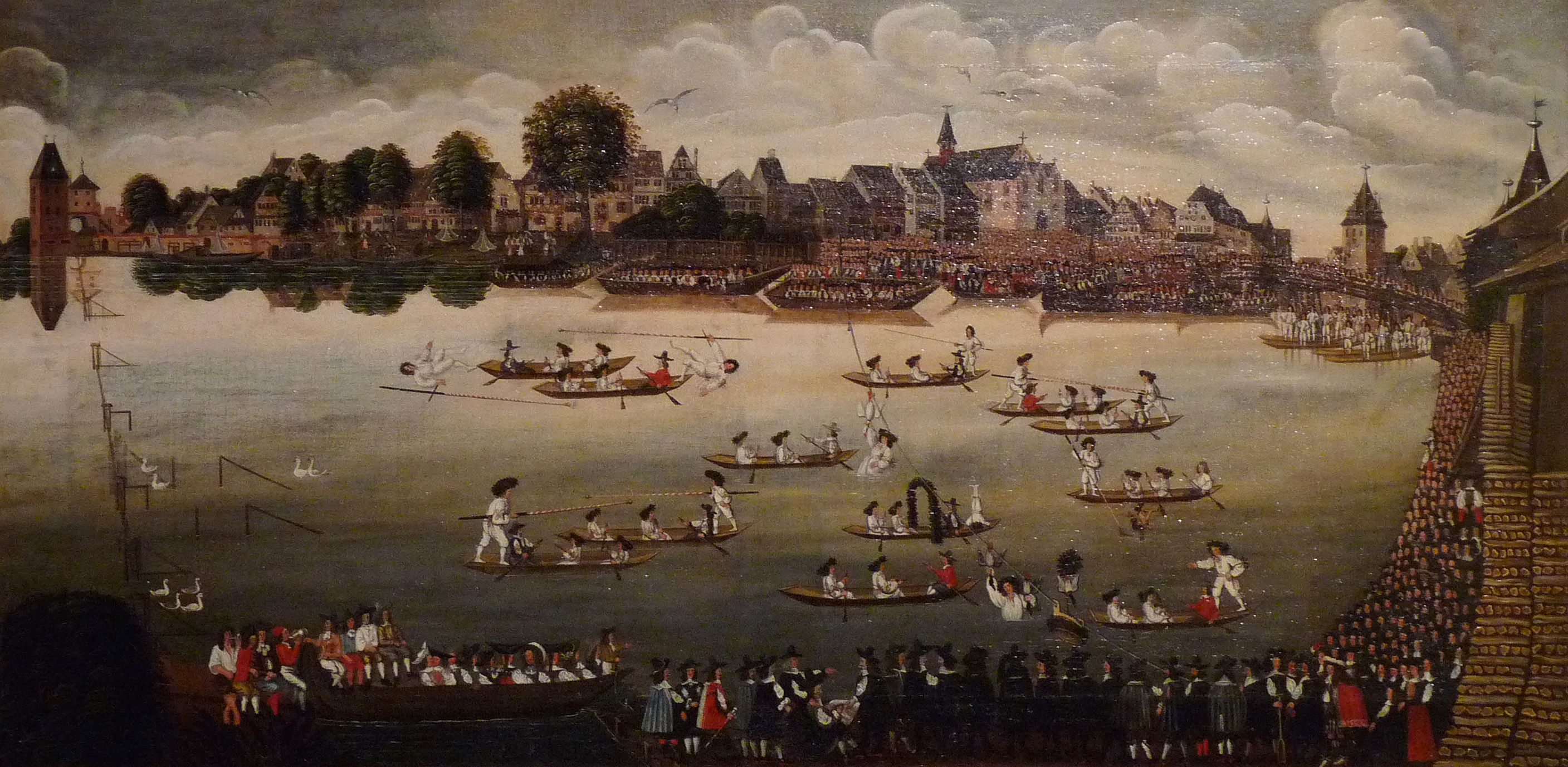
Joutes nautiques de Strasbourg (tableau de Baldner, daté de 1666)

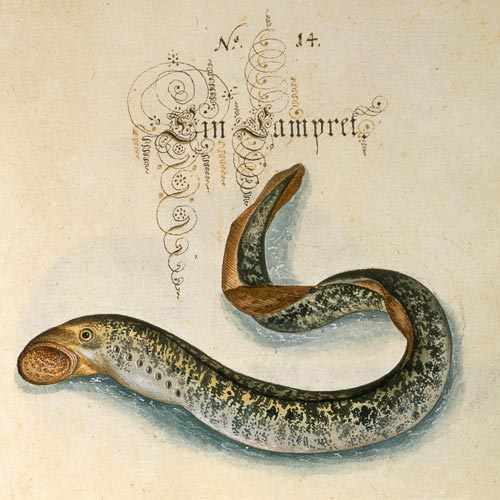
Lamproie marine, peinte par Léonoard Baldner

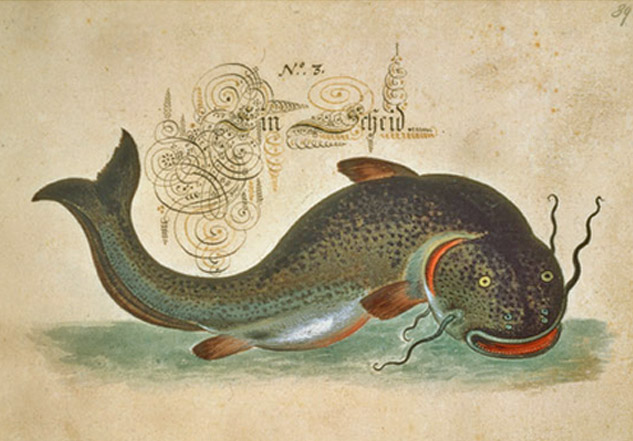
Silure glane trouvé par Baldner sur le marché aux poissons de Strasbourg (les silures étaient alors absent en France mais présents en suisse et en Europe du Nord, ainsi que dans un lac légèrement saumâtre aux Pays-Bas (La queue semble avoir été « corrigée » sur le dessin pour la rendre bifide ; le silure n'a pas en réalité ce type de nageoire caudale)

Léonard (ou  Leonhard, Leonhart) Baldner (1612-1694) est un naturaliste strasbourgeois, chasseur et pêcheur.

## Biographie
Léonard Baldner naît à Strasbourg en 1612 dans une famille où l'on est pêcheur de père en fils.
En 1666 il publie L'Histoire naturelle des eaux strasbourgeoises, un livre consacré aux poissons, oiseaux et animaux aquatiques observés aux environs de Strasbourg, illustré par Johann Walter.
Léonard Baldner s'est marié trois fois. Quatre enfants sont nés de chaque union.
Mort en 1694, il est inhumé au cimetière Saint-Urbain de Strasbourg.

## Hommages
Une rue du Neudorf – un quartier de Strasbourg – porte le nom de sa famille.